# Troisième période de taïfas
La troisième période de taïfas est une période de l'histoire d'Al-Andalus située entre la domination almohade et l'établissement d'un statu quo entre les royaumes de Castille et de Grenade.

La domination almohade en Al-Andalus est remise en cause par la défaite de Las Navas de Tolosa le 16 juillet 1212. Les Almohades se maintiendront néanmoins en péninsule Ibérique et en Afrique du Nord. Leur empire en Andalousie se décomposa alors en plusieurs taïfas, qui seront conquises par les royaumes chrétiens de Castille et d'Aragon. Le roi de la taïfa d'Arjona, Mohammed ben Nazar, fit la conquête d'une vaste zone le long du littoral méditerranéen entre Gibraltar et Almérie, avec Grenade pour ville principale. Il sut s'allier aux rois chrétiens et négocia avec eux la survie de son royaume, qui devint le royaume de Grenade.

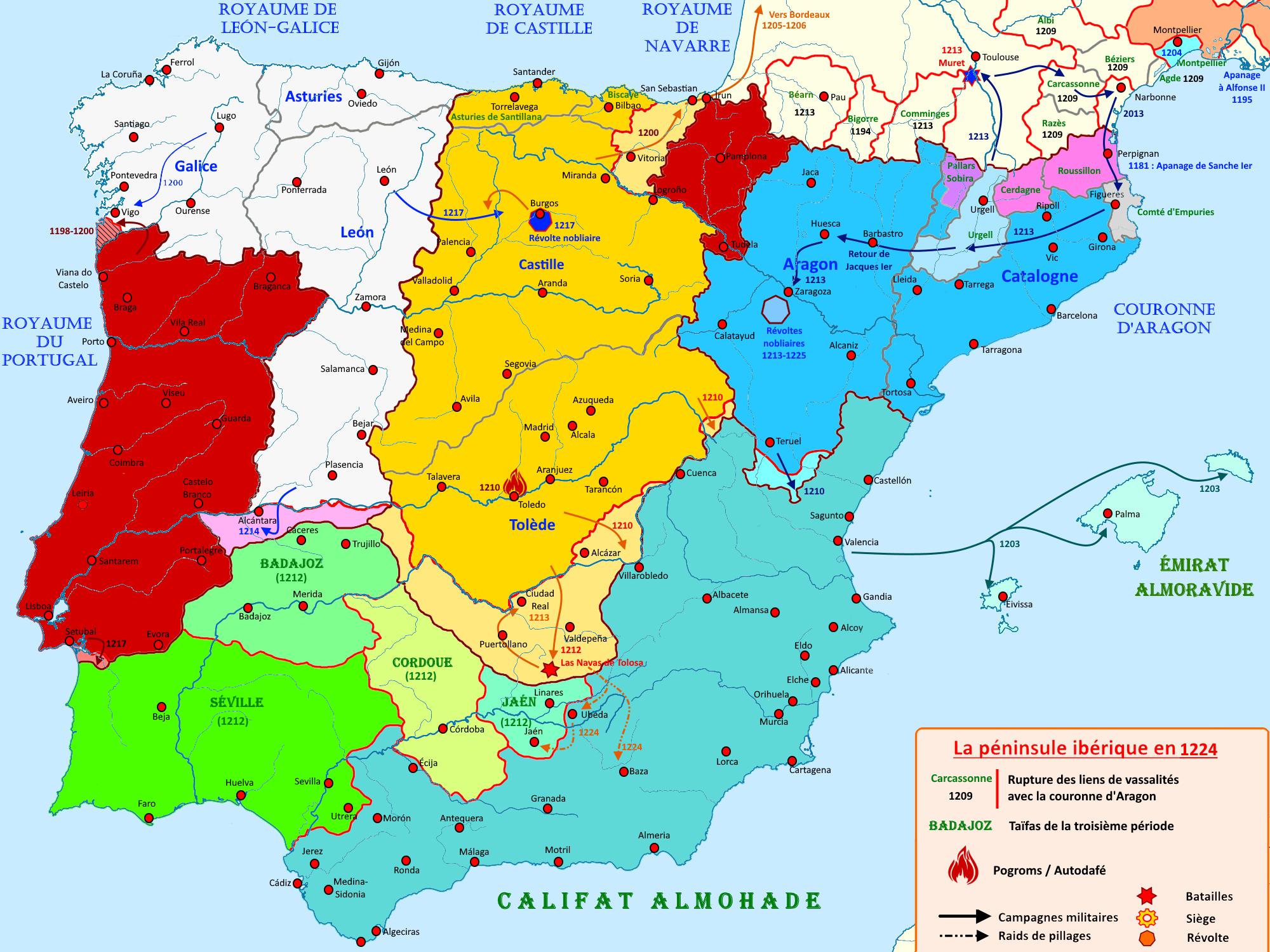
L'essor des taïfas de la troisième période de 1212 à 1224
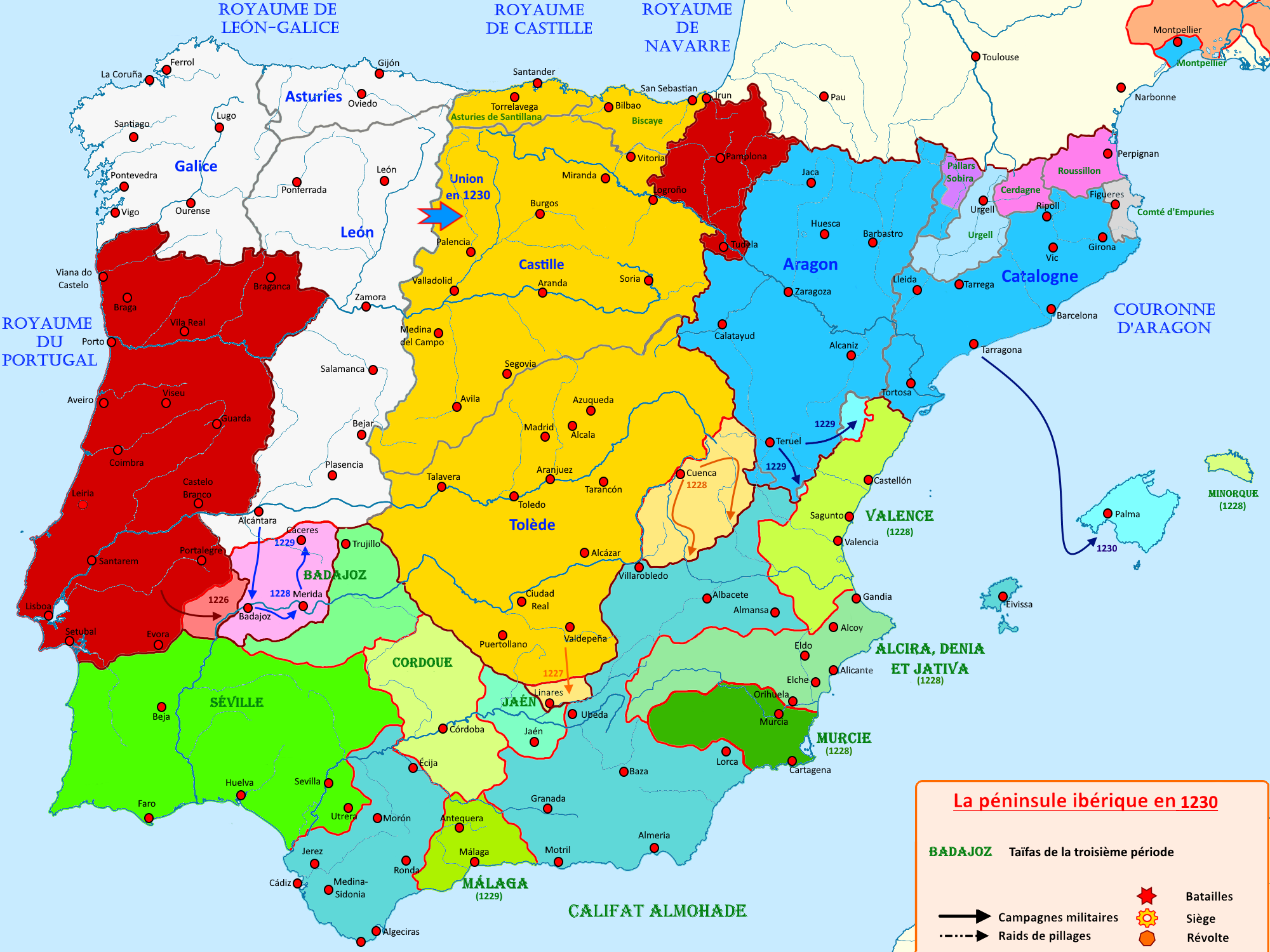
Le reflux almohade, 1224-1230
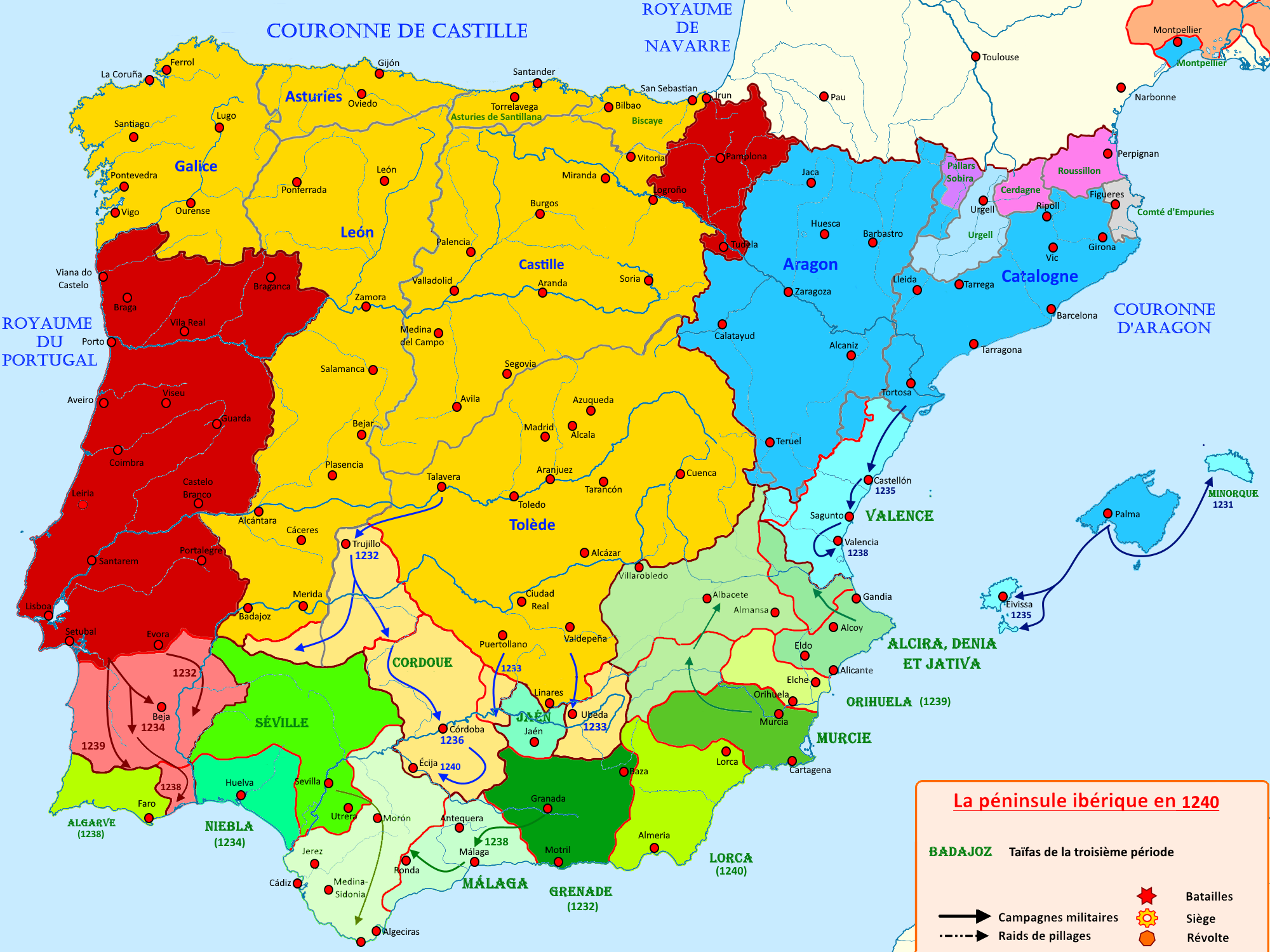
L'émergence de Grenade, 1230-1240
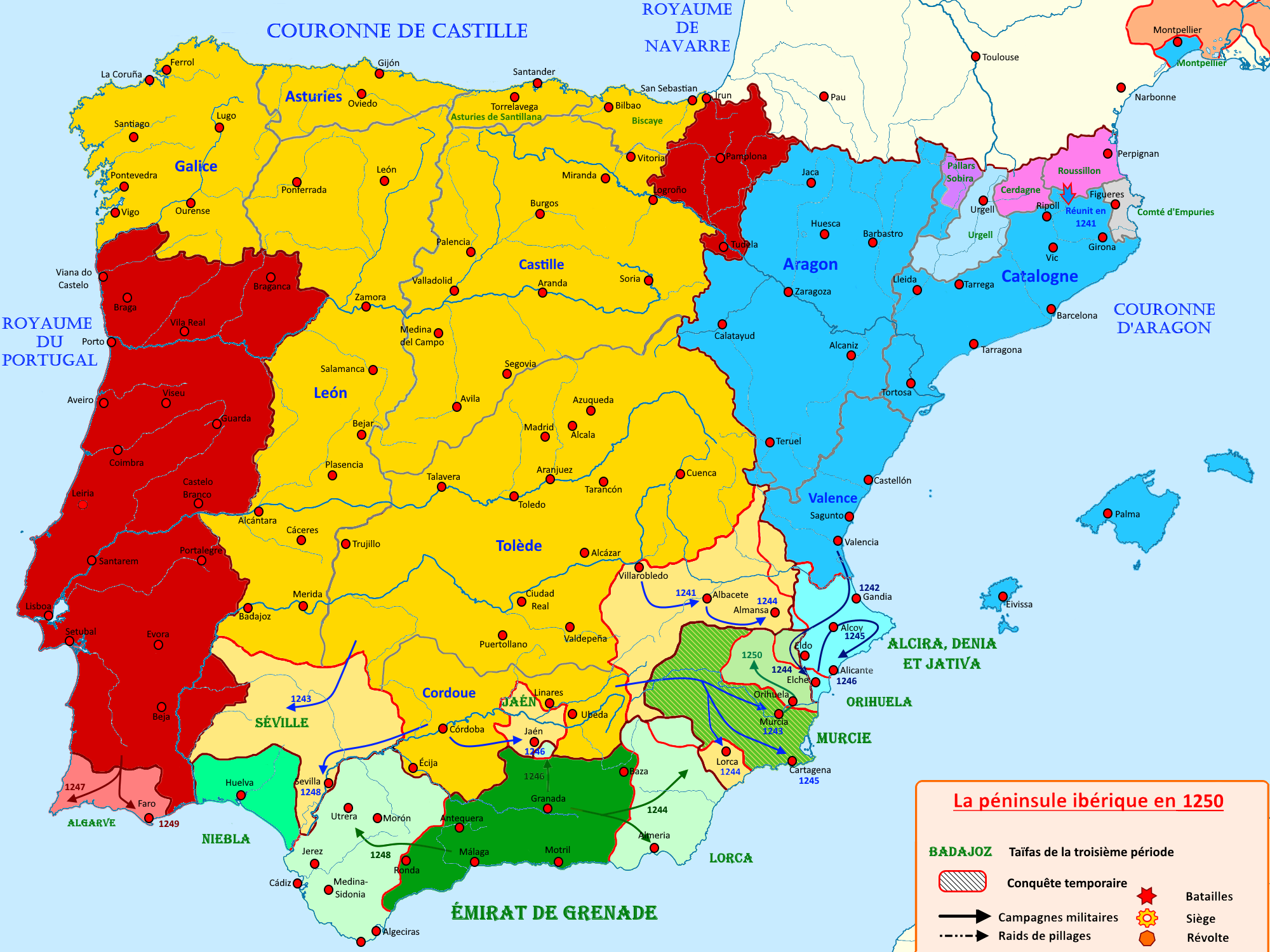
La fin des taïfas en 1250
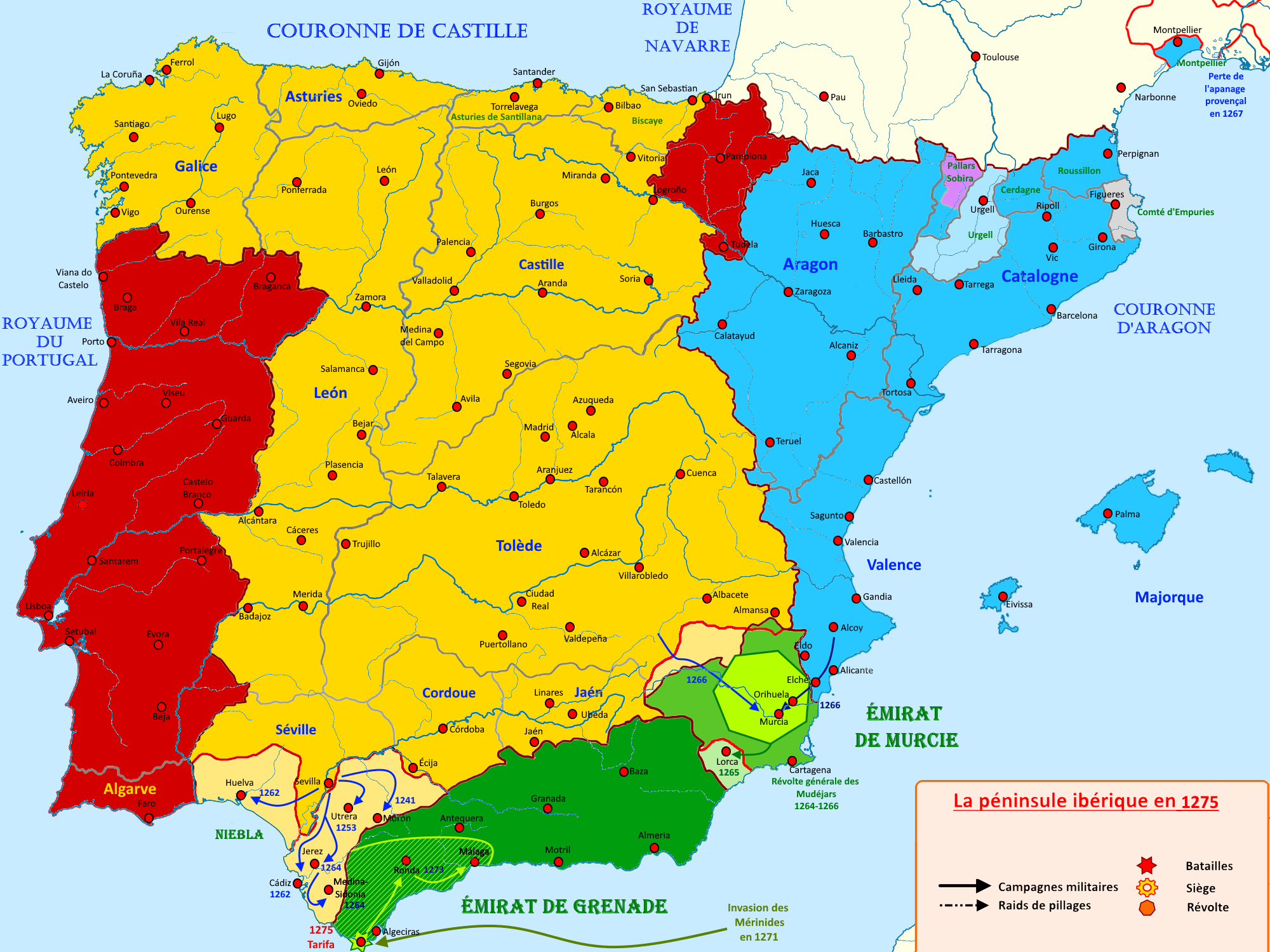
La fin de la taïfa de Murcie, 1266

## Liste des taïfas
- taïfa de Badajoz, de 1212 à 1230, conquise par le Léon.
- taïfa de Baeza, de 1224 à 1226, conquise par la Castille
- taïfa d'Alzira, Denia et Xàtiva de 1224 à 1227, reconquise par les Almohades puis conquise par la Couronne d'Aragon en 1244
- taïfa de Lorca, de 1240 à 1265, conquise par la Castille
- taïfa de Málaga, de 1229 à 1238, conquise par l'émirat de Grenade.
- taïfa de Minorque, de 1228 à 1287, conquise par l'Aragon
- taïfa de Murcia, de 1228 à 1266, conquise par la Castille.
- taïfa de Ceuta, de 1233 à 1236, conquise par les Almohades.
- taïfa de Niebla, de 1234 à 1262, conquise par la Castille.
- taïfa d'Orihuela, de 1239 à 1250, puis partagée entre le taïfa de Murcie et la Castille
- taïfa de Valence, de 1228 à 1238, conquise par l'Aragon
- taïfa d'Arjona, de 1238 à 1492, devenu royaume de Grenade

## Sources
- (fr) André Clot, L’Espagne musulmane (VIIIe~XVe siècle), Paris, Perrin, 1999 (réimpr. 1999), 429 p. [détail des éditions] (ISBN 2-262-01425-6)
- (es) Chronologie des taïfas d'Al-Andalus